# Südafrikanische Cricket-Nationalmannschaft in England in der Saison 1960
Die Tour der südafrikanischen Cricket-Nationalmannschaft nach England in der Saison 1960 fand vom 9. Juni bis zum 23. August 1960 statt. Die internationale Cricket-Tour war Bestandteil der Internationalen Cricket-Saison 1960 und umfasste fünf Tests. England gewann die Serie 3–0.

## Vorgeschichte
Für beide Mannschaften war es die erste Tour der Saison.
Das letzte Aufeinandertreffen der beiden Mannschaften bei einer Tour fand in der Saison 1956/57 in Südafrika statt.

## Stadien
Die folgenden Stadien wurden für die Tour als Austragungsort vorgesehen.
| Stadion                     | Stadt      | Kapazität | Spiele  |
| --------------------------- | ---------- | --------- | ------- |
| Edgbaston Cricket Ground    | Birmingham | 24.803    | 1. Test |
| The Oval                    | London     | 23.500    | 5. Test |
| Lord’s Cricket Ground       | London     | 30.000    | 2. Test |
| Old Trafford Cricket Ground | Manchester | 19.000    | 4. Test |
| Trent Bridge                | Nottingham | 15.350    | 3. Test |

## Kaderlisten
Die Mannschaften benannten die folgenden Kader.
| Test | Test |
| England | Südafrika |
| --- | --- |
| - Colin Cowdrey (K) - David Allen - Bob Barber - Ken Barrington - Ted Dexter - Tommy Greenhough - Ray Illingworth - Alan Moss - Doug Padgett - Jim Parks (wk) - Geoff Pullar - Raman Subba Row - Mike Smith - Brian Statham - Fred Trueman - Peter Walker | - Jacky McGlew (K) - Neil Adcock - Peter Carlstein - Pom Pom Fellows-Smith - Trevor Goddard - Geoff Griffin - Atholl McKinnon - Roy McLean - Sid O’Linn - Tony Pithey - Jim Pothecary - Hugh Tayfield - John Waite (wk) - Tich Wesley |

## Tour Matches
| 21. – 24. Mai Scorecard | London (Lord’s) | Marylebone 208 (91.3) & 137-9d (54) | – | Südafrika 149 (89.2) & 126-7 (58) |
|                         |                 | Remis                               |   |                                   |

## Tests

### Erster Test in Birmingham
| 9. – 14. Juni Scorecard | Birmingham | England 292 (150.5) & 203 (86) | – | Südafrika 186 (82.5) & 209 (84) |
|                         |            | England gewinnt mit 100 Runs   |   |                                 |

England gewann den Münzwurf und entschied sich als Schlagmannschaft zu beginnen.

### Zweiter Test in London
| 23. – 27. Juni Scorecard | London (Lord’s) | England 362-8d (129)                          | – | Südafrika 152 (43.3) & 137 (57) (f/o) |
|                          |                 | England gewinnt mit einem Innings und 73 Runs |   |                                       |

England gewann den Münzwurf und entschied sich als Schlagmannschaft zu beginnen.

### Dritter Test in Nottingham
| 7. – 11. Juli Scorecard | Nottingham | England 287 (125.3) & 49-2 (14.4) | – | Südafrika 88 (38.3) & 247 |
|                         |            | England gewinnt mit 8 Wickets     |   |                           |

England gewann den Münzwurf und entschied sich als Schlagmannschaft zu beginnen.

### Vierter Test in Manchester
| 21. – 26. Juli Scorecard | Manchester | England 260 (93) & 153-7d (75) | – | Südafrika 229 (89.5) & 46-0 (26) |
|                          |            | Remis                          |   |                                  |

England gewann den Münzwurf und entschied sich als Schlagmannschaft zu beginnen.

### Fünfter Test in London
| 18. – 23. August Scorecard | London (Oval) | England 155 (76.3) & 479-9d (157) | – | Südafrika 419 (171.1) & 97-4 (29.2) |
|                            |               | Remis                             |   |                                     |

England gewann den Münzwurf und entschied sich als Schlagmannschaft zu beginnen.